# 1290 dans les croisades
- Mamelouks :        Al-Mansûr Sayf ad-Dîn Qala'ûn al-Alfi, Al-Ashrâf Salah ad-Dîn Khalil ben Qala'ûn

Cette page regroupe les évènements concernant les Croisades qui sont survenus en 1290 :
- 13 mai : une croisade populaire italienne massacre à Saint-Jean-d'Acre des marchands musulmans[1].
- 4 novembre : mort du sultan mamelouk Qala'un. al-Achraf Khalîl lui succède[2].